# Ali Fallahian
Hodjatoleslam Ali Fallahian (en persan : علی فلاحیان) est un membre du clergé et homme politique iranien né en 1945 à Najafabad. Il a été ministre du renseignement du gouvernement de Hachemi Rafsandjani.